# Darshan (aanbidding)

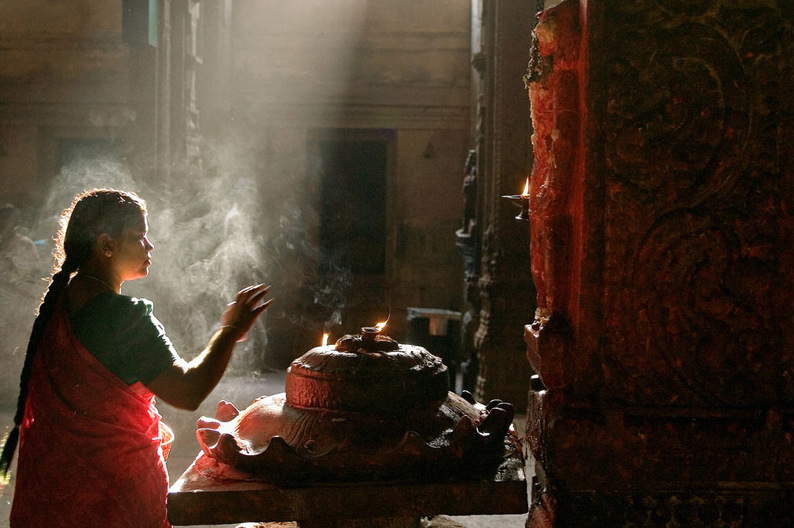
Een vrouw voert puja uit voor een reliëfbeeld van de god Hanuman in de Minakshitempel in Madurai (Tamil Nadu).

Darshan, darshana of darsana (Sanskriet: darśana) is in het hindoeïsme de handeling van het zien van een cultusbeeld of icoon ("moerti") door een gelovige ("bhakta"). Darshan is een belangrijk onderdeel van de dagelijkse manier waarop hindoes hun godsdienst uitoefenen en beleven. Met name in de bhakti-beweging wordt de persoonlijke band tussen gelovige en godheid belangrijk gevonden. Hindoes geloven dat cultusbeelden geen gewone afbeeldingen zijn, maar dat ze de geest van de godheid bevatten. Het zien van een gewijd icoon wordt daarom ervaren als het in contact treden met de godheid of het goddelijke.
Darshan is, samen met het verkrijgen van prasad, een belangrijke reden waarom hindoes op pilgrimage gaan om iconen te aanschouwen die als bijzonder heilig of zegenrijk worden gezien. Darshan is echter ook onderdeel van het dagelijkse ritueel van aanbidding in een tempel of voor een huisaltaar ("puja").